# Thalictrum rubescens
Thalictrum rubescens är en ranunkelväxtart som beskrevs av Jisaburo Ohwi. Thalictrum rubescens ingår i släktet rutor, och familjen ranunkelväxter. Inga underarter finns listade i Catalogue of Life.